# Batalla de Gemauerthof
La Batalla de Gemauerthof fue uno de los enfrentamientos más importantes de la campaña báltica de la Gran Guerra del Norte, desarrollándose en julio de 1705 al sur de Riga, en la actual Letonia. Las fuerzas suecas estaban comandadas por el general Adam Ludwig Lewenhaupt, mientras que el ejército ruso se encontraba bajo las órdenes de Borís Sheremétev.
Los suecos se encontraban estacionados en la localidad de Gemauerthof cuando llegó la noticia de que un destacamento de varios soldados se aproximaban a la zona donde estaba el campamento. Los suecos, que poseían 17 piezas de artillería, se desplegaron rápidamente en formación de batalla y atacaron a los rusos.
Los soldados suecos se dividieron en tres grandes grupos; uno a la derecha, uno a la izquierda y otro en el centro. El flanco derecho, tuvo que retroceder, siendo los soldados de la izquierda los encargados de romper con la fuerte defensa rusa. Finalmente, tanto suecos como rusos terminaron desperdigados por el campo de batalla, aunque los suecos consiguieron hacerse con el control de la batalla y capturar a más de 400 prisioneros de guerra. La caballería rusa se retiró dejando atrás a hasta 5.000 hombres muertos, aunque la victoria fue simplemente simbólica; en agosto del mismo año, los rusos terminarían conquistando Curlandia.